# Sesame Street: Street Mission
Sesame Street: Street Mission (Nederlands: Sesamstraat: straatmissie) is een trackless en interactieve darkride is het Spaanse attractiepark PortAventura Park. De darkride opende op 6 april 2019 voor het publiek is het themagebied SésamoAventura. De darkride is de eerste darkride van het attractiepark en is afkomstig van de fabrikanten ETF Ride Systems, Alterface en Sally Corporation.
De darkride draait om de personages van de kinderserie Sesame Street. Volgens het verhaal achter de attractie is Grover een detective en gaan de bezoekers met hem op pad. Tijdens de rit zitten zes bezoekers in een voertuig gedecoreerd naar een taxi en beschikken ze over een laserpistool. Tijdens de rit rijdt het voertuig langs 3D-schermen en diverse animatronics uit de kinderserie. In het decor zijn diverse schietdoelen opgesteld waar bezoekers met hun laserpistool op moeten schieten om punten te scoren.
In 2021 won de darkride een Thea Award.
Lijst van attracties in PortAventura Park · afbeeldingen